# Шувакович, Мишко
Мишко Шувакович (серб. Miško Šuvaković; род. 24 февраля 1954, Белград) — специалист в области современной эстетики, философ, теоретик искусства, концептуальный художник и куратор сербского происхождения. Автор многочисленных статей и книг о современном искусстве и кураторстве, таких как «Параграммы тела/фигуры: лекции и дискуссии по стратегии и тактике современного перформанса, постмодернистского театра, оперы, музыки, кино», «Невозможная история — исторический авангард, неоавангард, и пост-авангард в Югославии, 1918—1991», «История искусства в Сербии XX века. Первый том: Радикальные практики искусства» и других работ, которые были опубликованы на словенском, сербском, хорватском, венгерском, немецком, китайском и английском языках.
С 1998 года входит в состав Словенского общества эстетики. Также возглавляет Общество эстетики архитектуры и изобразительного искусства Сербии, является вторым вице-президентом Международной ассоциации эстетики.
Занимает пост декана факультета медиа и коммуникаций Университета Сингидунум (Белград, Сербия).
Сфера научных интересов: теория искусства XX—XXI вв., современная философия, кураторство.

## Биография
Родился 24 февраля 1954 года в Белграде, Югославия. Окончил факультет электротехники в Белграде в 1982 году, однако, работа в области металлургии не приносила удовлетворения.
В 1970-80-х годах был активным представителем арт-мира Югославии: стоял у истоков создания концептуальной художественной Группы 143 в 1975—1980 гг.; был представителем неофициального теоретического художественного «Сообщества космических исследований» («Community for Space Investigation», 1982—1989).
По словам автора, в состав Группы 143 входили театральный режиссер, композитор, художник и теоретики искусства, что позволило создать новый жанр перформанса как дискурсивного искусства — lecture performance (перформанс-лекция).
С 1979 года является куратором выставок современного искусства (в качестве автора и соавтора концепций выставок, проведенных в Сербии, Хорватии и Словении).
В 1993 году защитил докторскую диссертацию на тему: «Аналитическая философия и теория искусства» на факультете визуального искусства в Университете искусств Белграда.
В 1996 году был избран в качестве доцента кафедры прикладной эстетики на факультете музыкального искусства: преподает эстетику и теорию искусств, а также историю искусства на архитектурном факультете Университета искусств Белграда (серб. Универзитет уметности).
С 2002—2014 гг. руководит программой докторантуры трансдисциплинарных исследований в области гуманитарных наук и теории искусств (DHTU), медиа (DTUM). Также является одним из авторов образовательной программы Кураторских исследований в университете Белграда.

## Основные идеи
Мишко Шувакович в своих лекциях цикла «Искусство перформанса и новые теории искусства», которые были проведены в мае 2012 года в рамках проекта «Европейское кафе: открытые лекции о современном искусстве» и в 2016 году в Уральском федеральном университете на конференции «International & Global Nomad: Art & The Transcultural Status And Priority Of Institutional Critique Of Art», в целом раскрывает фундаментальное различие между перформансом и перформативностью. Придерживаясь теории Ричарда Шехнера и Виктора Тернера, исследователь относит обе формы к «живому» искусству повседневных практик (which happens live). Однако главным отличием перформативного искусства от перформанса заключается в том, что субъектом искусства перформанса является сам его Автор. В перформативном искусстве автор является только «сочинителем» представления (composer). Например, актер, играющий роль Гамлета, выполняет механическую функцию воспроизведения текста У. Шекспира. В экспериментальном искусстве человек репрезентирует самого себя. Лекции-перформансы становятся наглядным примером теории аналитической эстетики: важен контекст высказывания и речевого акта при параллельном процессе драматизации «телесности» самого художника.
Автор подчеркивает процесс завершения тотального влияния постмодерна на искусство, который начался с 1980-х гг. с момента окончания острого конфликта в период Холодной войны.

## Творчество

### Публикации[9]

#### Монографии и сборники
- 1995 Prolegomena za analitičku estetiku, Četvrti talas, Novi Sad, (srp.)
- 1996 Neša Paripović AUTOPORTRETI. Eseji o Neši Paripoviću [Neša Paripović, SELFPORTRAITS. Essays on Neša Paripović], Prometej, Novi Sad, (srp. engl.)
- 1996 Asimetrični drugi. Eseji o umetnicima i konceptima, Prometej, Novi Sad, (srp.)
- 1997 Slavko Bogdanović POLITIKA TELA. Eseji o Slavku Bogdanoviću [Slavko Bogdanović BODY POLITICS, Essays on Slavko Bogdanović], Prometej i K21K, Novi Sad, srp. engl.)
- 1998 Estetika apstraktnog slikarstva. Apstraktna umetnost i teorija umetnika 20-ih godina, Narodna knjiga / Alfa, Beograd, (srp.)
- 1999 Koloman Novak LUMINOKINETIKA. Eseji o Kolomanu Novaku [Koloman Novak LUMINOCINETICS, Essays on Koloman Nopvak], Prometej, Novi Sad, (srp. engl.)
- 1999 Pojmovnik moderne i postmoderne likovne umetnosti i teorije posle 1950, SANU i Prometej, Beograd i Novi Sad, (srp.)
- 2000 Point de Capiton. Eseji, fragmenti i meditacije o umjetnicima, Izdanje Darko Šimičić i Božidar Raos, Zagreb, (hrv.)
- 2001 Paragrami tela/figure: Predavanja i rasprave o strategijama i taktikama teorijskog izvođenja u modernom i postmodernom performance artu, teatru, operi, muzici, filmu i tehnoumetnosti, CENPI, Beograd, (srp.)
- 2001 Figura, askeza in perverzija, Hyperion, Koper, (slov.)
- 2001 Anatomija angelov. Razprave o umetnosti in teoriji v Sloveniji po letu 1960, ZPS, Ljubljana, 2001, (slov.)
- 2002 Martek — Fatalne figure umjetnika — Eseji o umjetnosti i kulturi XX. stoljeća u Jugoistiočnoj. Istočnoj i Srednjoj Europi kroz djelo(vanje) umjentika Vlade Marteka [Martek — Artist’s Fatal Figures — Essays on Art and Culture of the 20th Century in the Southeastern, Eastern and Middle Europe through the Work of Artist Vlado Martek], Meandar, Zagreb, (hrv. engl.)
- 2003 Vlasta Delimar — Monografijaperformans [Vlasta Delimar — Monographyperformance], Areagrafika, Zagreb (sa Vladom Martekom i Marijanom Špoljarom), (hrv. engl.)
- 2003 Impossible Histories — Historical Avant-Gardes, Neo-avant-gardes, and Post-Avant-gardes in Yugoslavia, 1918—1991, The MIT Press, Cambridge MA, (sa Dubravkom Đurić), (engl.)
- 2004 Politike slikarstva, Obalne galerije, Piran, 2004. (slov.)
- 2005 Mapiranje tijela/tijelom — Zlatko Kopljar [Mapping of the Body/with body], Meandar, Zagreb (hrv. engl.)
- 2005 Pojmovnik suvremene umjetnosti, Horetzky, Zagreb, (hrv.)
- 2006 Studije slučaja — Diskurzivna analiza izvođenja identiteta u umetničkim praksama, Mali Nemo, Pančevo, (srp.)
- 2006 Farenhajt 387 — Teorijske ispovesti, Orpheus, Novi Sad, (srp.)
- 2006 Impossible Histories — Historical Avant-gardes, Neo-avant-gardes, and Post-avant-gardes in Yugoslavia, 1918—1991 (ko-urednik), The MIT Press, Cambridge Mass.
- 2008 Epistemology of Art — Critical design for procedures and platforms of contemporary art education, TkH Belgrade, Tanzquartier Wiren, PAF St. Erme France, Advanced Performance Training Antwerp.

#### Статьи в журналах
- «Commentaire», 10e Biennale de Paris, Paris, 1977.
- «Art-Cognition (theoretical discourse-in-art, art and language)» (совместно с Zoran Belić W.), в сборнике «Soobstoj avangard», Slovenian Aesthetic Society, Ljubljana, 1986.
- «Non Opera and Opera. The Cognitive Aspects of the Subject of Postmoderna» и «Subjekt v postmodernizmu», Slovenian Aesthetic Society, Ljubljana, 1989.
- «Three Basic Concepts of Form. A Visual Form’s Analysis after the Postmodern» из Form in Art and Aesthetics, Filozofski Vestnik 1, Ljubljana, 1991.
- «Painting After Painting: The Painting od Susan Bee», из M/E/A/N/I¬/N.G — An Anthology of Artists’ Writings, Theory, and Criticism, Duke University Press, Durham, London, 1995.
- «Asymmetries of Language and Sight. Introduction to a Philosophy of Art», collection «The Seen — Le Vu», Filozofski vestnik 2, Ljubljana, 1996.
- «Apocaliptic Spirits: Art in Postsocialist Era», M’ars 3-4, Modern Gallery, Ljubljana, 1997.
- «Three Readings of Body Functions in Merleau-Ponty (Figure, Environment and Object)», magazine M’ars 2, Modern Gallery, Ljubljana, 1997.
- «Conceptual Art, Political Art, and Poetry of CODE», Boundary 2 vol. 26 no. 1, Duke University Press, spring 1999, p. 249—252. ISSN 0190-3659.
- «Advocates: Art and Philosophy. Approachin the „Relations“ of Philosophy and Art in the 20th Century», XIVth International Congress of Aesthetics «Aesthetics as Philosophy». Proceedings — Part I — Introductory and Invited Papers, u Filozofski vestnik 2, ZRC SAZU, Ljubljana, 1999, p. 111—126.
- «Status and priorities. A pre-consideration for Manifesta 3», Platforma SCCA no. 1, Ljubljana, 2000.
- «Critical Phenomenology of Artwork: The Status, the Functions and the Effects of the Artwork at Manifesta 3», Platforma SCCA no. 2, Ljubljana, 2000.
- «The Ideology of Exhibition: on the ideologies of Manifesta», Platforma SCCA no.3, Ljubljana, 2002, str. 11-18.
- «Fragmentary questions about the regulation and deregulation of representation», Frakcija no. 22-23, Zagreb, 2001—2002.
- «Energy — body/figure and theoretical narration», Frakcija no. 19, Zagreb, 2001.
- «The Ideology of Exhibition: on the ideologies of Manifesta», Platforma SCCA no.3, Ljubljana, 2002.
- «The Performance of Pedagogical Figures/Bodies», Maska no. 72-73, Ljubljana, 2002.
- "The Limits of Discourse: «A Lecture On The Relationship Between Theory, Art And Body in the XX Century», Marina Gržinić (ed), The Body, u Filozofski vestnik 2, ZRC SAZU, Ljubljana, 2002, str. 63-73.
- «Indefinite questions about the opera and definite comments on the Dreamopera», «Idea Campus Piran» (theme), New Moment no. 18, Ljubljana, 2002, str. 108—111.
- «Belgrade», iz Timothy O. Benson (ed), Central European Avant-Gardes: Exchange and Transformation, 1910—1930, LACMA Los Angeles i The MIT Press Cambridge Mass, 2002.
- «Art as a Political Machine: Fragments on the Late Socialist and Postsocialist Art of Mitteleuropa and the Balkans», из Aleš Erjavec (ed), Postmodernism and the Postsocijalist Condition — Politized Art under Late Socialism, University of California Press, Berkeley, 2003.
- «NSK Symptom», from Art and Politics — The Imagination of Opposition in Europe, R4 publishing, Dublin i The Ministry of Foreign Affairs of the Republic of Slovenia, 2004.
- «Theoretical Performance», Maska no. 90-91, Ljubljana, 2005.
- «Critical Question About Deconstruction or About DeCentring of the Relation Between Philosophy and Music», in Leon Stefanija (ed), Musicological Annual XLI / 2, Ljubljana, 2005.
- «Indexing and Mapping Modern and Postmodern Art in Serbia after 1945», из Irwin (eds), East Art Map — Contemporary Art and Eastern Europe, Afterall, London, 2006.
- «Technologies of Performing in Performance Art», TkH no. 10, Beograd, 2006.
- «Epostemology of Teaching Art — How to Learn / Teach Art — Yes or No, How and Where!?», из «Art in the grip of education», Maska no. 103—104, Ljubljana, 2007.

### Работы в качестве куратора
- 1978 Primeri analitičkih radova, Galerija SKCa i Galerija Nova, Zagreb
- декабрь 1979 Bauhaus 1919‑1933 / Paul Klee 1879‑194O (совместно с Vladimir Nikolić), Gallery of Student cultural centre, Belgrade.
- январь 1980 Примеры других скульптур (1961—1979) From new tendencies…minimal art…arte povere…conceptual art…to mental spaces, Gallery of Student cultural centre, Belgrade.
- январь 1980 Minimal art & Post-minimal art (совместно с Biljana Tomić), Gallery of Student cultural centre, Belgrade.
- 1981 David Nez — Rad 1968—1973, Gakerija SKCa, Beograd.
- март 1983 Examples of mental and spiritual spaces/works, Gallery of Student cultural centre, Belgrade.
- январь 1985 Examples of photography in conceptual and post-conceptual art 1966—1985 (совместно с Zoran Belić W. и Dragan Pešić), Salon of photography, Belgrade.
- март 1986 ART — ETHOS (совместно с Zoran Belić W), Gallery Sebastian and Interuniversity centre for graduate studies, Dubrovnik.
- 1995 Grupa Kod, Grupa ($ i Grupa ($ Kod — Retrospektiva, Galerija savremene likovne umetnosti, Novi Sad.
- апрель-декабрь 1996 The tendencies of 1990s: hiatuses of modernism and post-modrnism, Centre for visual culture «Zlatno oko», Novi Sad.
- 1996 Primeri apstraktne umetnosti: jedna radikalna istorija, Paviljon Cvijete Zuzorić, Beograd.
- 1996 Tendencije devedesetih: hijatusi modernizma i postmodernizma, Centar za vizuelnu kulturu ‘Zlatno oko’, Novi Sad.
- 1998 Offending forms of 1990s: post-modern and avant-guard at the end of XX century (Ješa Denegri), Museum of contemporary art Novi Sad and Centre for contemporary culture Konkordija Vršac.
- 2004 Politike slikarstva, Obalne galerije, Piran.
- 2005 Moć Praznine — Julije Knifer i Tomo Savić Gecan, Galerija PM, Zagreb.
- 2006 Hibridno — Imaginarno : slikarstvo ili ekran, Muzej savremene umetnosti Vojvodine, Novi Sad.
- 2007 Konceptualna umetnost, Museum of contemporary art of Vojvodina, Novi Sad.
- 2009 Zoran Todorović — Intensity of affect, Museum of contemporary art of Vojvodina, Novi Sad.
- 2009 Time for revolution, Museum & Galleries of Ljubljana (Gallery Vžigalica), Ljubljana.
- 2009—2010 Nica Radić- Communication above all: discontinuities, breaks, hiatuses and short circuits, Museum of contemporary art of Vojvodina, Novi Sad.